# Antonia López Medina
Antonia López Medina (Aguascalientes, 13 de junio de 1836- Ibidem, 26 de mayo de 1895) fue la primera directora del Liceo de Niñas (1878-1895), institución que hoy es conocida como Escuela Normal de Aguascalientes, destacó por sus ideas progresistas en relación con las mujeres y sus opciones de desarrollo. 

## Biografía

### Educación
Antonia López Medina nació en la ciudad capital del estado de Aguascalientes hija de Miguel López y Lorenza Medina. Al quedar huérfana fue criada por su tía materna de nombre Manuela Medina; inició sus estudios en el antiguo convento de San Ignacio, para posteriormente continuarlos en la Escuela Municipal, la única que entonces existía en Aguascalientes.
Entre los años 1862 y 1863 comenzó su formación formal como profesora. 
Desde joven se dedicó al magisterio con el surgimiento de las primeras escuelas públicas oficiales. Fue una de las primeras mujeres en participar de los cursos de perfeccionamiento organizados por el entonces gobernador José María Chávez Alonso y posteriormente por el coronel Jesús Gómez Portugal, así como por seguir desempeñándose como maestra durante la guerra de reforma.
En el año de 1866 contrajo matrimonio con el viudo Rafael Chávez y estudio diversas asignaturas como dibujo, astronomía, inglés y algunas materias de instrucción secundaria.
Fue directora y maestra del Liceo de Niñas hasta el día 26 de mayo de 1895, fecha en la que murió en la ciudad de Aguascalientes a causa de una apoplejía. 

### Legado
Fue la primera directora del Liceo de Niñas (1878-1895), institución que hoy es conocida como Escuela Normal de Aguascalientes (ENA). El Liceo nació a iniciativa de Alfredo Lewis durante el gobierno de Francisco G. Hornedo, enfrentándose desde sus inicios a diversas dificultades de tipo económico, político y administrativo, pero sobre todo a las resistencias sociales de diversos grupos y actores opositores a que se construyera en la ciudad una institución educativa enfocada de manera exclusiva a la instrucción académica de las mujeres, “con su prudencia y tino, en medio de todas las dificultades que se presentaron, como sucede en los comienzos de toda empresa: con su constancia, resistió serena a las borrascas de la murmuración que se levantaron contra el naciente plantel, y con firmeza mantuvo el orden, a pesar de las irregularidades que solía haber”.
Antonia López es una prócer de la educación en Aguascalientes y destacó por sus ideas progresistas en relación con las mujeres y sus opciones de desarrollo. 
La historiadora Laura Olvera señala que de los discursos de la maestra Antonia López se pueden comprender ampliamente las ideas que tenía sobre la educación de las niñas y mujeres, mismas que, adelantadas a su tiempo y espacio, reflejaban su búsqueda de formar no sólo amas de casa, sino de brindarles una educación con fuertes bases éticas y científicas, otorgándoles “nuevos horizontes de actividad y de vida, con el conocimiento de nuevas ciencias, con el acceso a nuevas carreras, que la dignifiquen y la hagan respetable”.
La imagen de la maestra Antonia López, está plasmada en los murales del Palacio de Gobierno estatal elaborados por el muralista chileno Oswaldo Barra Cunningham. En esta obra artística, ella se encuentra pintada junto a otras grandes personalidades de Aguascalientes, como lo son el escultor Jesús F. Conteras, el grabador José Guadalupe Posada y el músico Manuel M. Ponce. 
Antonia López viuda de Chávez es una de las tres mujeres (junto con la antropóloga Anita Brenner y la también Maestra Concepción Aguayo), que están reconocidas en el apartado histórico del Instituto Nacional para el Federalismo y el Desarrollo Municipal (INEFED) como personajes ilustres del municipio de Aguascalientes.